# 萨伏依公爵宫

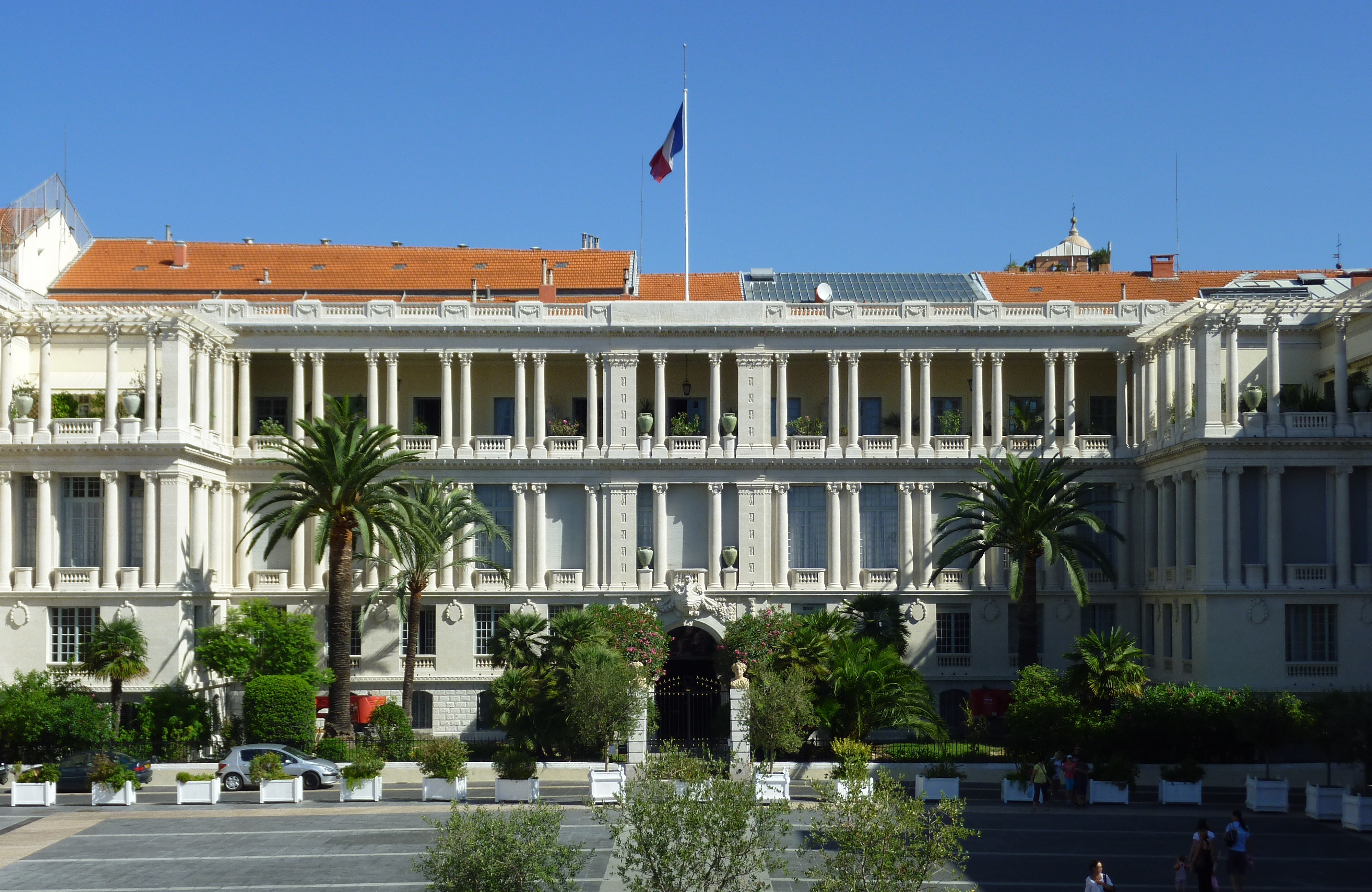

萨伏依公爵宫（Palais des ducs de Savoie）是法国尼斯的一座历史建筑，现为阿尔卑斯滨海省省政府（Palais de la Préfecture des Alpes-Maritimes）。它位于尼斯老城的皮埃尔·戈蒂埃广场（Place Pierre Gautier），始建于1550年，完成于20世纪。萨伏依公爵在1610-1860年居住于此。维托里奥·阿梅迪奥二世在此登基为撒丁国王。1996年9月3日列为法国历史古迹。建筑师Jean-Antoine Scoffier, Auguste Dieude-Defly, Lucien Barbet。

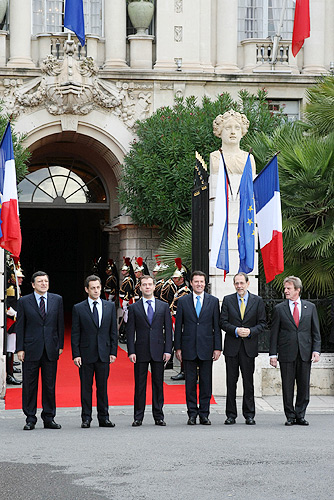

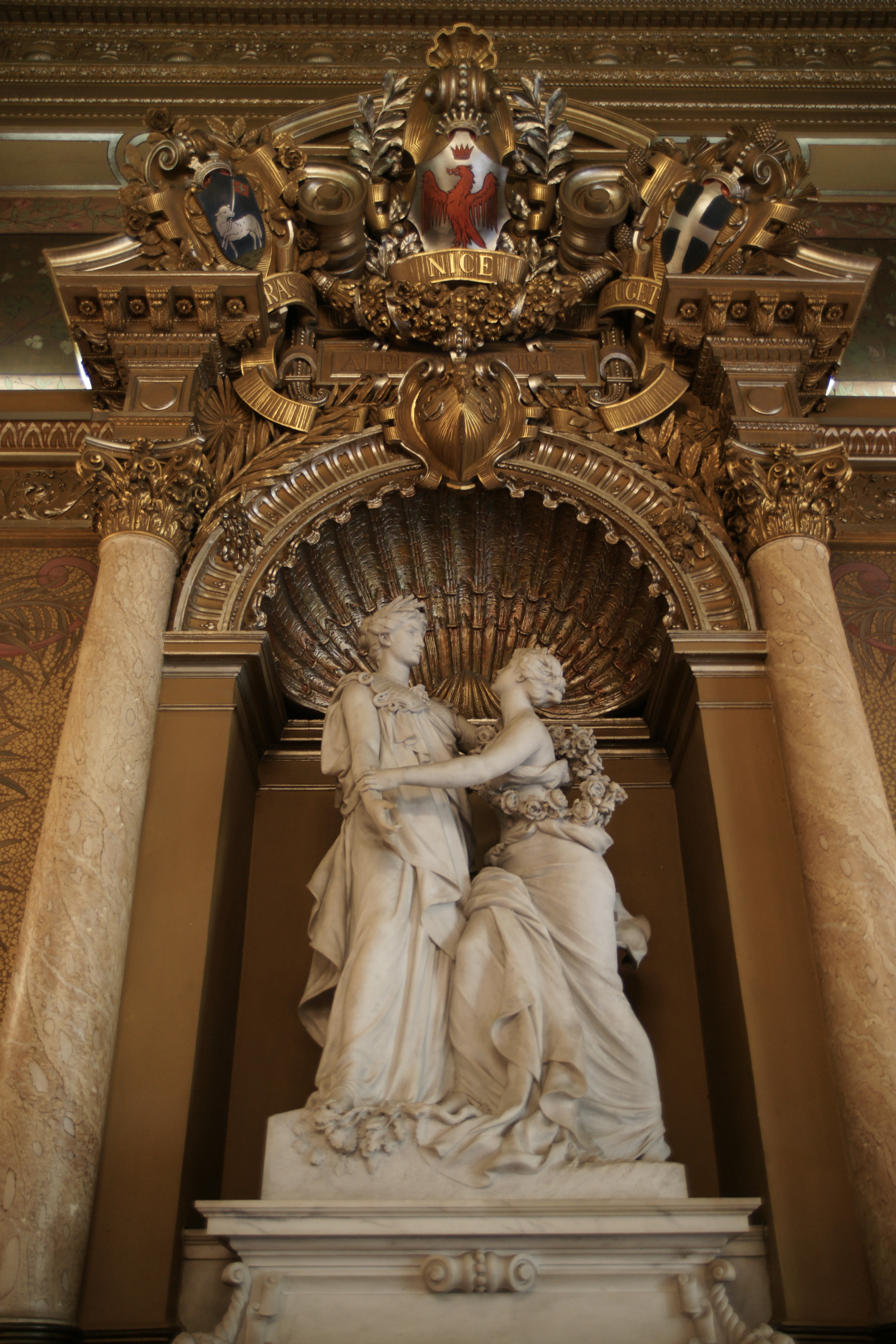
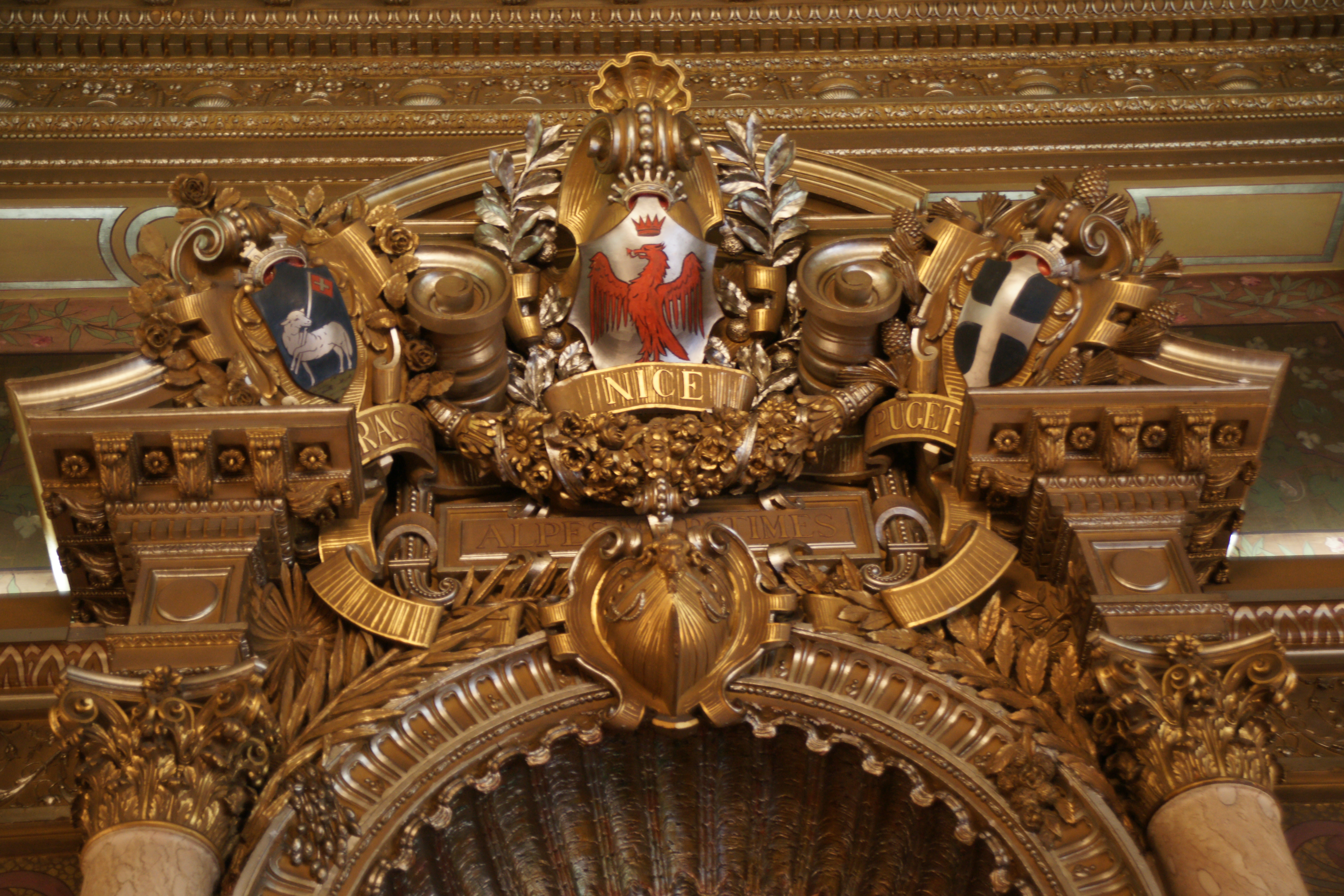
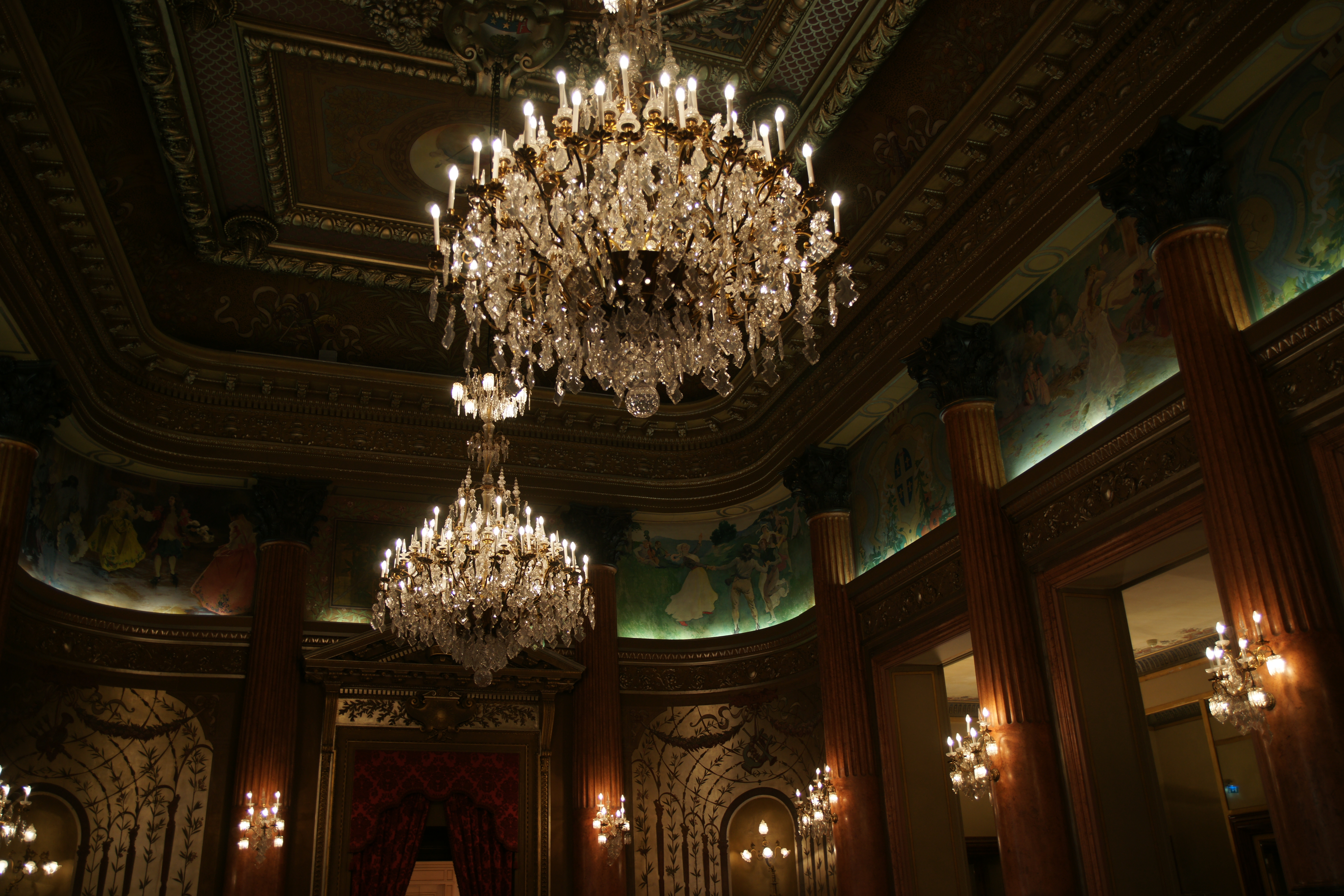
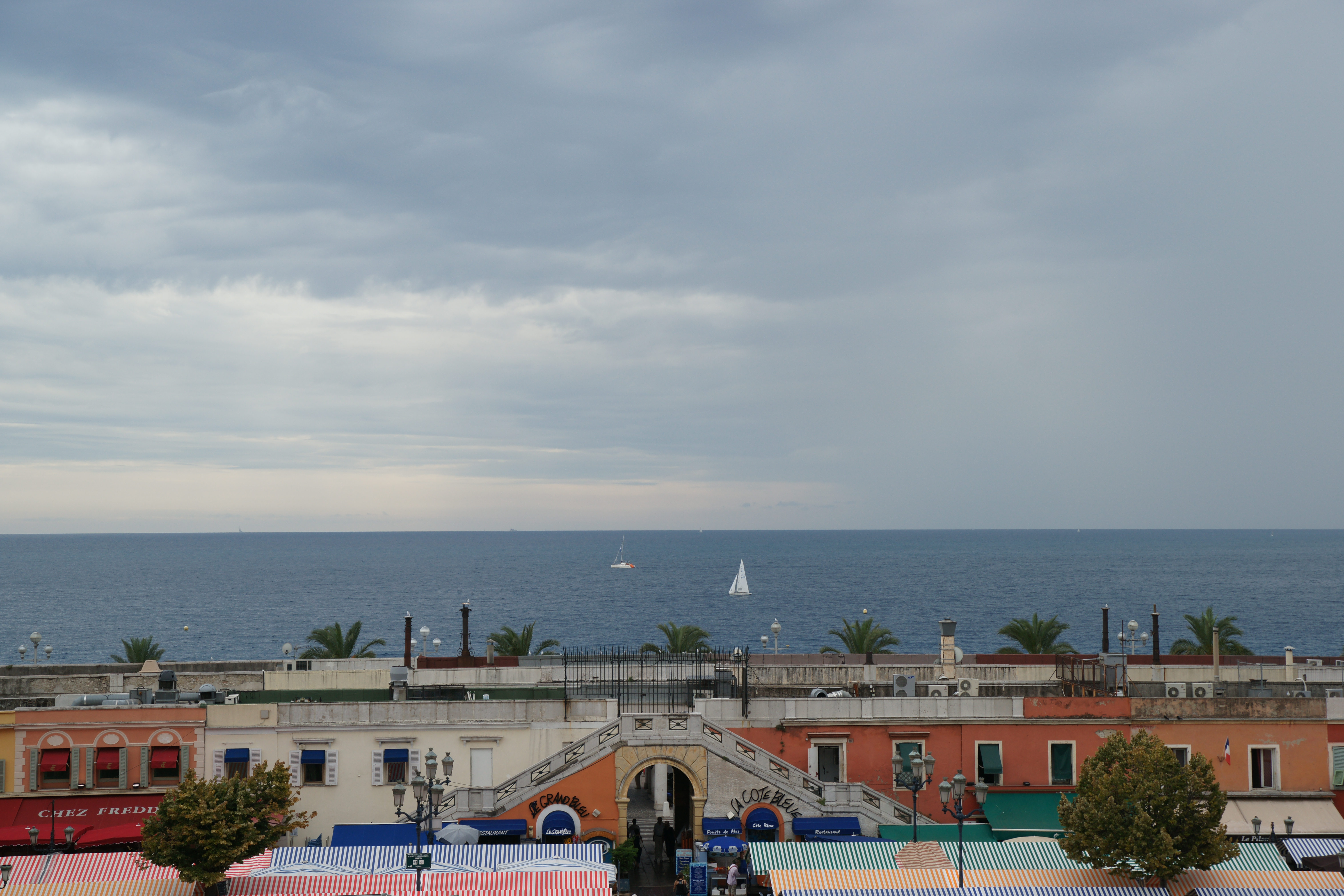

萨伏依公爵城堡位于尚贝里。